# 东方码头站
东方码头站或东方站（丹麦语：Orientkaj Station）是哥本哈根地铁的车站，因所在地属于哥本哈根北港一部分的“东方码头”而得名。由且仅由哥本哈根地铁4号线使用，为哥本哈根地铁4号线一期工程的一部分。2020年3月28日随哥本哈根地铁4号线一期工程竣工而开放。属于第1收费区。